# Sendvič
Séndvič je jed iz dveh rezin (praviloma belega) kruha, med katerima je ena ali več plasti polnitve.
Po legendi je nastal sendvič leta 1762. John Montagu, četrti sandwiški grof, londonski minister in strastni kvartopirec, je neprekinjeno igral, tako da ni imel časa za jed. Služabnici je naročil, naj da jed med dve rezini kruha. Nato je še en soigralec naročil »kruh kot Sandwich«. Tako legenda, kakšna je resnica, pa ni jasno.
Nekaj znanih sendvičev je:
- Cucumber: klasičen sendvič za k čaju: maslo in kumarica
- Submarine: različne polnitve na zelo dolgem kruhu
- Monte Cristo: sir, šunka, med ali marmelada
- Jam: marmelada ali žele
- Croque Monsieur: šunka, sir
- Croque Madame: šunka, sir, poširana jajca

## Zgodovina in etimologija

### Zgodnji sendviči in sendvičem podobne jedi
Uporaba neke vrste kruha ali kruhu podobne snovi, ki služi kot podlaga za drugo hrano ali za zajemanje in ovijanje hrane, je zgodovinsko prisotna v mnogih kulturah. Preden se je uveljavil izraz "sendvič", naj bi bila ta kombinacija živil znana kot "kruh in meso" ali "kruh in sir". Ti dve frazi se pojavljata v angleški dramatiki iz 16. in 17. stoletja.
V prvem stoletju pred našim štetjem naj bi starodavni judovski modrec Hillel Starejši med pasho ovil meso pashalnega jagnjeta in grenka zelišča v mehko "matzah" (maca) – ploščat, nekvašen kruh – na način sodobnega zavitka, narejenega iz ploščatega kruha. Ploščati kruhi le nekoliko različnih vrst so se dolgo uporabljali za zajemanje ali ovijanje majhnih količin hrane na poti od pladnja do ust po Zahodni Aziji in severni Afriki. Od Maroka do Etiopije do Indije se kruh običajno peče v ploščati okrogli obliki, kar je v nasprotju z evropsko tradicijo hlebcev.
V srednjem veku v Evropi so se debele plošče grobega in običajno postanega kruha, imenovane "trencherji", uporabljale kot krožniki. Po obroku so trencher, prepojen s hrano, dali psu ali beračem pri mizah bogatih, jedci v skromnejših okoliščinah pa so ga pojedli. Neposredni kulinarični predhodnik z neposredno povezavo z angleškim sendvičem je bil najden na Nizozemskem v sedemnajstem stoletju, kjer je naravoslovec John Ray opazil, da je v gostilnah govedina visela s tramov, "ki so jo rezali na tanke rezine in jedli s kruhom in maslom, polagajoč rezine na maslo" – pojasnjevalne specifikacije, ki razkrivajo, da je bil nizozemski belegde broodje, odprti sendvič, v Angliji še neznan. Beseda "sendvič" se je pojavila v kontekstu določenega sendviča z govedino v Angliji.
Sprva je bil sendvič dojet kot hrana, ki so si jo moški delili med igranjem iger in pitjem ponoči, nato pa se je počasi začel pojavljati v vljudni družbi kot pozna večerja med aristokracijo. Sendvič je poimenovan po Johnu Montagu, 4. grofu Sandwichu, angleškem aristokratu iz osemnajstega stoletja. Splošno je znano, da je lord Sandwich med dolgimi sejami cribbagea in drugih iger s kartami v javnih igralnicah naročil svojemu služabniku, naj mu prinese pečenko med dvema kosoma opečenega kruha. Ta oblika hrane mu je bila všeč, ker mu je omogočala nadaljevanje igranja iger med jedjo, brez potrebe po vilicah in da si ne bi zamastil kart, ko je z golimi rokami jedel meso. Jed je nato postala priljubljena v Londonu in Sandwichevo ime je postalo povezano z njo. Govorica v svoji znani obliki se je pojavila v delu Pierre-Jeana Grosleyja Londres [Neuchâtel, 1770), prevedenem kot A Tour to London leta 1772; Grosleyjevi vtisi so se oblikovali med letom bivanja v Londonu leta 1765. Alternativo ponuja Sandwichov biograf M. Rodger, ki meni, da so Sandwichove obveznosti do mornarice ter do politike in umetnosti pomenile, da je bil prvi sendvič najverjetneje zaužit za njegovo mizo.
Priljubljenost sendviča v Španiji in Angliji se je dramatično povečala v devetnajstem stoletju, ko je vzpon industrijske družbe in delavskega razreda ustvaril potrebo po hitrih, prenosnih in poceni obrokih. V Londonu je na primer do leta 1850 vsaj sedemdeset uličnih prodajalcev prodajalo sendviče s šunko; v tem desetletju so sendvič bari postali tudi pomembna oblika prehranjevalnih obratov na zahodu Nizozemske, kjer so običajno stregli sendviče z jetri in soljeno govedino.
V Združenih državah Amerike je bil sendvič sprva promoviran kot dodelan obrok za večerjo. Do začetka 20. stoletja, ko je kruh postal osnovno živilo ameriške prehrane, je sendvič postal enako priljubljen, hiter obrok, kot je bil že razširjen v sredozemski prehrani.

## Jezik
V ZDA je sodišče v Bostonu, Massachusetts, leta 2006 odločilo, da sendvič vključuje vsaj dve rezini kruha in "po tej definiciji to sodišče ugotavlja, da izraz 'sendvič' običajno ne vključuje [urritov, tacosov in quesadillasov, ki so običajno narejeni z eno samo tortiljo n napolnjeni z izbrano nadevom mesa, riža in fižola." Tožba je izhajalo iz vprašanja ali se lahko restavracija, ki prodaja burritose, preseli v nakupovalno središče, kjer je imela druga restavracija v svoji najemni pogodbi klavzulo o nekonkurenčnosti, ki je prepovedovala druge "sendvič" trgovine. Po drugi strani je sodišče v ameriški zvezni državi Indiana leta 2024 odločilo, da so tacosi in burritosi sendviči, natančneje, "sodišče se strinja s Quintano, da so tacosi in burritosi mehiški sendviči". Sodišče je nadalje odločilo, da bi takšna definicija sendviča veljala tudi za "restavracijo, ki streže grške girose po naročilu, indijske naan zavitke ali vietnamske banh mi". Zvezna država New York ima definicijo "sendviča", ki izrecno vključuje burritose, girose, hrenovke ter zavitke in pita sendviče.
V Španiji, kjer je beseda sandwich izposojena iz angleškega jezika, se nanaša na živilo, narejeno z angleškim "sandwich bread". Sicer je znan kot bocadillo. Podobna uporaba velja tudi v drugih špansko govorečih okoljih, kot je Mehika, kjer se beseda torta uporablja tudi za priljubljeno vrsto sendvičev v žemljici.
V Združenem kraljestvu in Avstraliji je izraz sandwich ožje definiran kot v ZDA: običajno se nanaša na izdelek, ki uporablja narezani kruh iz štruce. Izdelek s podobnimi nadevi, vendar z uporabo celotne krušne žemljice, prerezane vodoravno na pol, se običajno imenuje roll ali pri določenih toplih nadevih burger. Vendar pa se v Avstraliji vroče narezano (ne mleto) govedino med dvema rezinama opečenega kruha imenuje steak sandwich: narezan kruh iz štruce loči zrezkov sendvič od burgerja.
Glagol to sandwich ima pomen "postaviti karkoli med dve drugi stvari različnega značaja ali izmenično postaviti različne elemente" in samostalnik sandwich ima sorodne pomene, izpeljane iz te splošnejše definicije. Na primer, !ice cream sandwich! je sestavljen iz plasti sladoleda med dvema plastema torte ali piškota. Podobno so Oreo] in Custard creams opisani kot sendvič piškoti (UK/Commonwealth) ali sandwich cookies (ZDA), ker so sestavljeni iz mehkega nadeva med pečenimi plastmi. V korporativnih financah se Dutch Sandwich in Double Irish with a Dutch sandwich nanašata na sheme za izogibanje davkom.
Beseda butty, ki se je prvotno nanašala na rezino kruha z maslom, je pogosta v nekaterih severnih in južnih delih Anglije in Walesa kot slengovski sinonim za "sendvič", zlasti za določene vrste sendvičev, vključno s chip butty, bacon butty ali sausage butty. Sarnie je podoben pogovorni izraz. Prav tako se beseda sanger uporablja za sendvič v avstralskem slengu. Pogovorna škotska beseda piece se lahko nanaša na sendvič ali na lahek obrok, zlasti tistega, ki vključuje sendvič. Na primer, fraza jeely piece se nanaša na jam sandwich (sendvič z marmelado).
Pogovorna oblika "sammich" (alternativno "sammidge") se uporablja na jugovzhodu Združenih držav Amerike. Na Japonskem se uporablja sando ali sandoichi.

## Vnaprej pripravljeni sendviči
Sendviči so se široko prodajali v kavarnah, na železniških postajah, v pubih in restavracijah od izuma rezanega kruha v dvajsetih letih 20. stoletja. Sendviči, ki so bili shranjeni nepakirano, so se sušili in robovi so se zvijali, dokler niso bili prodani, so bili v Veliki Britaniji široko razširjeni do sedemdesetih let prejšnjega stoletja. Kavarnice in bifeji na železniških postajah in vlakih so bili razvpiti, izraz "British Rail sandwich" pa se je pogosto uporabljal satirično.
Leta 1979 je britanska trgovska veriga Marks & Spencer predstavila majhno ponudbo ohlajenih, pred pripravljenih sendvičev, prodajani v škatlah klinaste oblike, zaprti, da ostanejo sveži. Ker so se izkazali za priljubljene, se je majhen poskus, ki je vključeval pet trgovin, hitro razširil na več kot sto trgovin. V enem letu je trgovina iskala načine za industrijsko proizvodnjo sendvičev. Do konca desetletja je britanska industrija sendvičev dosegla vrednost 1 milijardo funtov. Leta 2017 je britanska industrija sendvičev izdelala in prodala sendviče v vrednosti 8 milijard funtov.

## Galerija
- Prerez sendviča
- Priprava sendviča
- Sendvič s piščančjimi prsmi
- Reuben sendvič
- Sendvič z arašidovim maslom in želejem
- Sendvič z žar sirom
- Jambon-beurre, francoski sendvič s šunko
- Klub sendvič
- Croque-monsieur, topli sendvič
- Hamburger
- Porilainen, finski sendvič podoben burgerju
- Philadelphia-style cheesesteak (vrsta podmorskega sendviča)
- Sendvič z dimljenim mesom
- Sendvič s francoskim kruhom in pomfritom
- Shawarma sendvič
- Doner sendvič
- Nizozemski odprti sendvič z dimljenim konjskim mesom
- Sendvič s klobaso, jajcem in sirom
- Sendviči z dimljenim lososom in kremnim sirom
- Angleški sendviči brez skorje
- Sendvič z ocvrtim jajcem, paradižnikom in kumarami
- Sendvič, polnjen z olivami in narezanimi paradižniki